# 勃氏犬齒鰳
勃氏犬齒鰳為輻鰭魚綱鲱形目鲱科的其中一種，分布於西大西洋區，包括加勒比海、巴西沿海海域，棲息深度20-60公尺，體長可達11公分，棲息在沿海海域、潟湖、河口區，成群活動，以浮游生物為食，繁殖期在冬季，可做為食用魚。

## 擴展閱讀
維基物種上的相關：勃氏犬齒鰳